# Stazione di Arosa
La stazione di Arosa, gestita dalla Ferrovia Retica è posta sulla linea Coira-Arosa.
È posta nel centro abitato di Arosa, nel cantone svizzero dei Grigioni.

## Storia

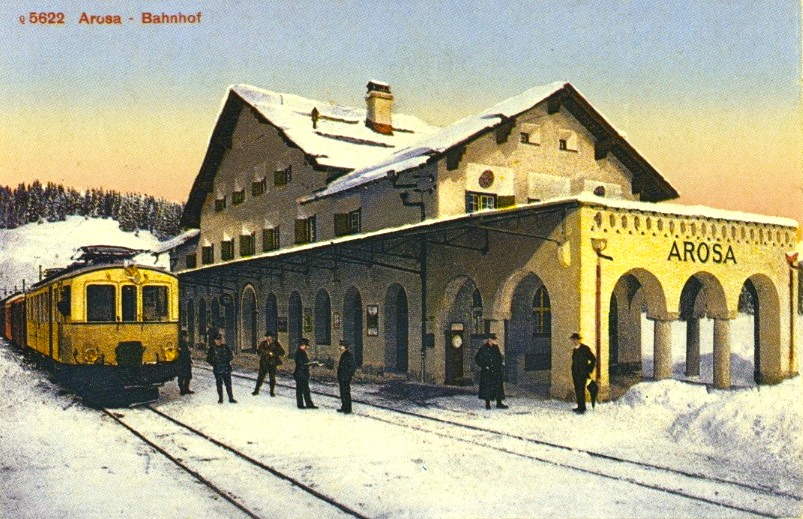
La stazione nel 1914 come appariva prima del restauro avvenuta nel 1964.

La stazione entrò in funzione nel 1914 insieme alla linea Coira-Arosa.